# Albert Clerc

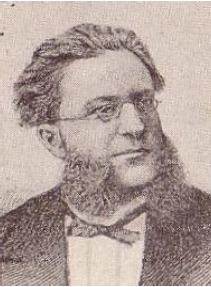
Albert Clerc, 1881

Albert Emmanuel Hyacinthe Clerc (* 25. Juni 1830 in Besançon; † 10. Juni 1918 in Saint-Denis-en-Val) war ein französischer Schachspieler.

## Schachliche Erfolge
Clerc gehörte in den 1870er und 1880er Jahren zu den stärksten französischen Schachspielern. Beim internationalen Turnier in Paris 1878 belegte er den neunten Platz, 1883 gewann er das dritte französische Nationalturnier (3ème tournoi national), einen Vorgänger der französischen Meisterschaft. Im Mai 1880 erreichte Clerc seine höchste historische Elo-Zahl von 2518. Clerc war auch Präsident des Cercle des Echecs de Besançon und Ehrenpräsident der l'Académie Aixoise des Echecs.

## Leben
Clerc lebte von 1856 bis 1871 in Algerien, später war er in Paris als Richter tätig. 1897 wurde ihm der Orden eines Offiziers der Ehrenlegion verliehen.